# Louis Vicat
Louis Joseph Vicat (31 de marzo de 1786 - 10 de abril de 1861) fue un científico francés inventor del cemento artificial.

## Biografía
Louis estudia en la École Polytechnique en 1804, posteriormente en la École nationale des ponts et chaussées (1806). Al poco de acabar sus estudios, a la edad de 26 años se le encarga la reparación de un puente en Souillac. La escasez de medios le obliga a investigar en nuevos morteros fundamentados en cal viva. Recorre las canteras de cal de Francia realizando investigaciones sobre las calidades de cal. En las investigaciones realizadas sobre el fraguado inventa la punta que finalmente lleva su nombre. En 1818 publica su obra titulada: Morteros y Cementos. Su hijo, Joseph Vicat (1821-1902) sigue los pasos de su padre y funda en 1853 Vicat, la empresa cementera.

## Obra

### Algunas publicaciones
- Recherches Expérimentales sur les Chaux de Construction, les Betons et les Mortiers ordinaires; Paris, 1818. Google Books

- Note sur un Mouvement périodique observé aux voûtes du Pont de Souillac. In: Annales de Chimie et de Physique 27: 70-79, Crochard Libraire, Paris 1824 (Google books, 28 de enero de 2010)

- Résumé des connaissances positives actuelles, sur les qualités, le choix et la convenance réciproque des matériaux propres à la fabrication des Mortiers et Ciments Calcaires; Paris, 1828. Google Books

- Description du pont suspendu: construit sur la Dordogne à Argentat, département de la Corrèze, aux frais de M. le comte Alexis de Noailles ... : suivie de l'exposé des divers procedés employés pour la confection des câbles en fil de fer, pour le levage de ces câbles et du tablier, et terminée par une note sur quelques prix de main-d'œuvre; Paris, 1830. Google Books

- Practical and Scientific Treatise on Calcareous Mortars and Cements, artificial and natural. Tradujo Capt. J. T. Smith; London, 1837. Google Books

- Recherches sur les propriétés diverses que peuvent acquérir les Pierres à Ciments et à Chaux Hydrauliques, par l'effet d'une incomplète cuisson; Paris, 1840.

- Traité pratique et théorique de la composition des Mortiers, Ciments et Gangues à Pouzzolanes et leur Emploi dans toutes sortes de Travaux suivi des Moyens d'en apprécier la durée dans les constructions à la mer; Grenoble, 1856. Google Books

- Recherches sur les causes chimiques de destruction des composés hydrauliques par l'eau de mer et les moyens d'apprécier leur résistance à cette action (enlace roto disponible en Internet Archive; véase el historial, la primera versión y la última)., 1857. Google Books (nicht offen)

## Reconocimientos

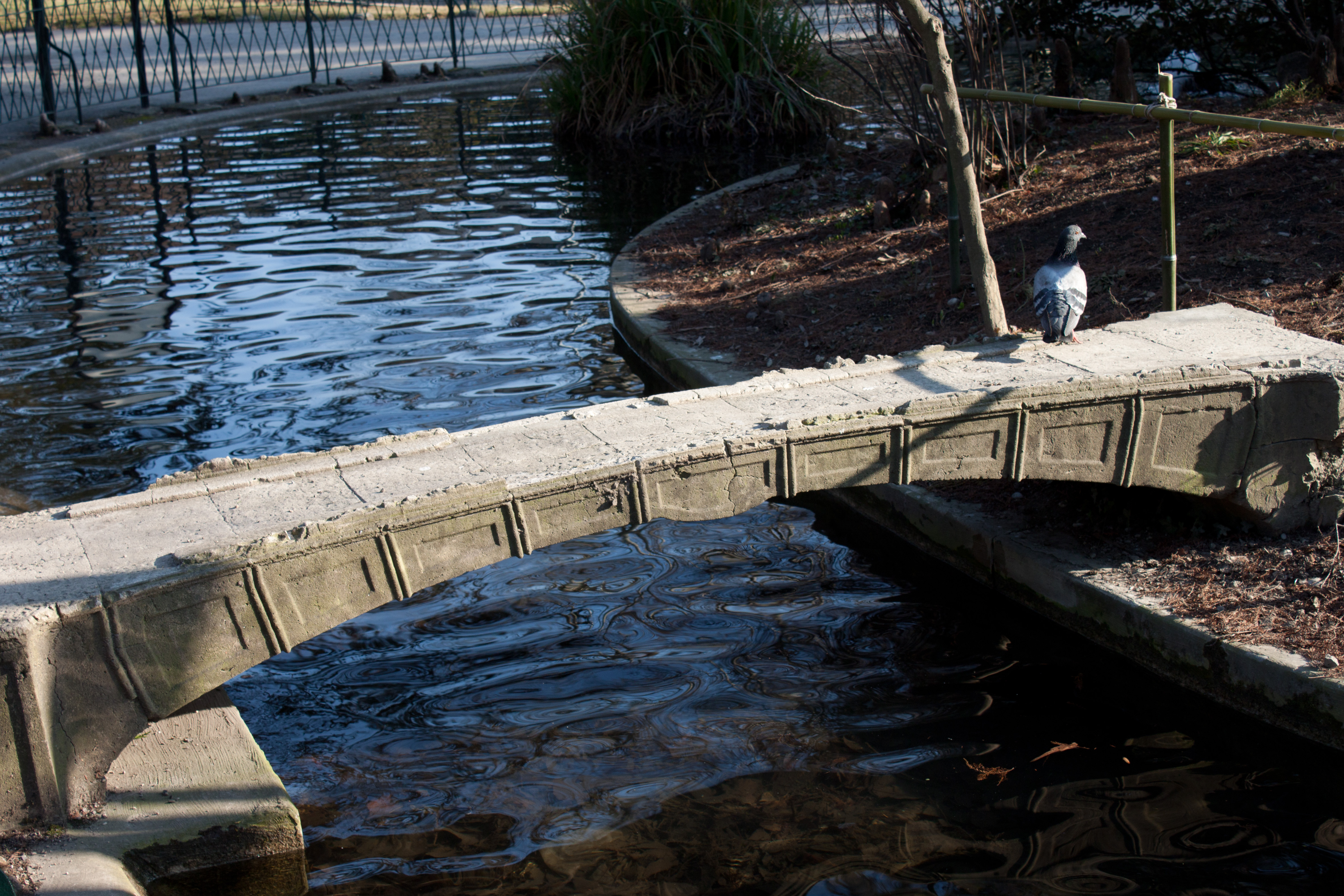
El puente del Jardín Botánico de Grenoble, primera obra en el mundo de hormigón en masa, construida en 1855 por Joseph y Louis Vicat.

- Citado por Honoré de Balzac en su obra Le Curé de village de 1841: «¿Cuál será la recompensa de Vicat, aquel de entre nosotros que logró el único progreso real en la ciencia práctica de la construcción?».
- Comendador de la Legión de Honor.
- Caballero de la Orden de los Santos Mauricio y Lázaro de Cerdeña.
- Caballero de la Orden del Águila Roja de Prusia.
- Condecorado con la Orden de Santa Ana de Rusia.
- La academia de Ciencias de París en honor a sus investigaciones decide ubicar su nombre en lista de 72 científicos de la Torre Eiffel.